# Debrisochina
La debrisochina è un farmaco antiipertensivo che presenta azioni e indicazioni terapeutiche simili a quelle della guanetidina solfato. La debrisochina rispetto alla guanetidina determina una minore deplezione dei depositi di noradrenalina.

## Farmacocinetica
Quando è somministrata per os la debrisochina viene rapidamente assorbita dal tratto gastrointestinale.
Il suo metabolita principale è la 4-idrossidebrisochina la cui formazione è soggetta a polimorfismo genetico.
Il metabolismo della debrisochina è regolato da fattori genetici identici a quelli della sparteina. Alcuni soggetti presentano infatti un deficit di debrisochina idrossilasi, l'enzima in grado di inattivare il farmaco. Questi pazienti sono omozigoti per un tratto autosomico che coinvolge un gene responsabile della sintesi del citocromo CYP2D6, una isoforma del citocromo P450.
Le piastrine tendono ad accumulare il farmaco, ed in un plasma ricco di piastrine l'emivita di eliminazione della debrisochima è tre volte superiore alla norma.
L'emivita plasmatica della debrisochina è di 16-30 ore. Quella del suo principale metabolita, la 4-idrossidebrisochina è di circa 10 ore.

Il 25% del farmaco si lega alle proteine plasmatiche.

Circa il 75% di una dose è escreto nelle urine entro 24 ore. Circa il 12% è invece escreto con le feci.

## Tossicologia
La DL50 nel ratto, dopo somministrazione per os, è di 1580±163 mg/kg.

## Usi clinici
La debrisochina è impiegata, spesso in associazione a un diuretico, nel trattamento dell'ipertensione arteriosa moderata o severa.
Il farmaco può essere utilizzato anche come sostanza test per stabilire se un paziente è un fenotipo PM (poor metaboliser cioè metabolizzatore lento) o EM (extensive metaboliser cioè metabolizzatore rapido).
Il dosaggio è espresso con riferimento alla debrisochina, tenendo presente che 10 mg di debrisochina equivalgono 12,8 mg di debrisochina solfato.
Somministrata per via orale, la debrisochina comincia ad agire entro 4-10 ore e i suoi effetti si prolungano per 9-24 ore.
La dose iniziale è di 10–20 mg da somministrare 1-2 volte al giorno.
Viene poi aumentata ogni 2-3 giorni, tenendo conto della gravità delle condizioni del paziente.
La dose di mantenimento è generalmente compresa tra 20 e 120 mg al giorno, ma può anche essere aumentata fino a 300 mg al giorno.

## Avvertenze
La sospensione brusca del trattamento deve essere evitata perché può provocare l'effetto noto come 'ipertensione di rimbalzo'.
Come già accennato, il metabolismo della debrisochina è soggetto a polimorfismo genetico. I pazienti che presentano un ridotto metabolismo del farmaco possono mostrare una risposta marcata anche a dosaggi bassi.